# Dominique Bar
Pour les articles homonymes, voir Bar.
Dominique Bar, né le 6 mai 1957 à Liège (région wallonne), est un scénariste et dessinateur de bande dessinée belge.

## Biographie
Dominique Bar naît le 6 mai 1957 à Liège. Après des études à l'École supérieure des arts Saint-Luc de Liège, où il est dans la même classe que Jean-Claude Servais, Dominique Bar quitte le milieu artistique, puis y revient en 1986, au journal Tintin reporter. Il y publie sa première bande dessinée : Les Aventures de Christian Persil.
Il participe à l'écriture de plusieurs scénarios : Vincent Lebbe : Tonnerre en Chine, dessiné par Luc Foccroulle, pré-publié dans La Libre Belgique ; l'histoire de Jean Berchmans, dessinée en 1998 par Patrick Van Oppen. Il travaille aussi à un CR-ROM, à diverses illustrations comme des affiches.
Dominique Bar illustre ensuite une série de bande dessinée sur Jean-Paul II et son successeur : Avec Jean-Paul II, en trois volumes se terminant par Avec Jean-Paul II et Benoît XVI, et participe à Lumière dans la nuit, sur les apparitions de Beauraing. Il publie en album en 2004 Les Aventures de Christian Persil - Les secrets du marquis.
Depuis, il publie très régulièrement des bandes dessinées à destination d'un public jeune véhiculant des valeurs chrétiennes et le plus souvent des biographies de figures de proue de la chrétienté.

## Œuvres

### Albums de bande dessinée
- Avec Jean-Paul II, scénario de Guy Lehideux et Louis-Bernard Koch, dessins de Dominique Bar, Éditions du Triomphe, coll. « Le Vent de l'Histoire »,

1. Karol Wojtyla, de Cracovie à Rome, 2002  (ISBN 2-84378-195-7)
2. L'Infatigable pèlerin, 2003  (ISBN 2-84378-208-2)
3. … et Benoît XVI : La succession, 2008  (ISBN 978-2-84378-280-0)

- Avec  Léon Harmel, apôtre de la Doctrine sociale[5], scénario de Guy Lehideux, dessins de Dominique Bar, Éditions du Triomphe, coll. « Le Vent de l'Histoire », 2010
- Les Aventures de Christian Persil - Les Secrets du Marquis[4],[6], scénario de Pierre Bar, dessins de Dominique Bar, Des ronds dans l'O, coll. « Jeunesse », 2004  (ISBN 2-9523173-0-5)
- L'Aventurier de Dieu - Werenfried van Straaten, scénario de Dominique Bar, dessins de Guy Lehideux, Éditions du Triomphe, 2004  (ISBN 2-84378-210-4)
- Bernadette, affaire non classée[7], scénario de Brunor, dessins de Dominique Bar, Mame-Edifa, 2007  (ISBN 978-2-916350-22-6) — Prix Gabriel de la BD chrétienne 2008[8].
- En chemin avec Jean Berchmans, Coccinelle BD, Durbuy, 1998
Scénario : Dominique Bar et Paule Fostroy - Dessin : Patrick Van Oppen - Couleurs : Dominique Bar -  (ISBN 2-930273-00-3) — Prix Gabriel de la BD chrétienne 2000[9].
- Fatima - Le Jour où le soleil dansa, scénario de Gaëtan Evrard, Éditions du Triomphe, coll. « Le Vent de l'Histoire », 2017  (ISBN 9782843785627)
- Jean-Baptiste Fouque, le téméraire de la charité, Éditions du Triomphe, coll. « Le Vent de l'Histoire », Paris, octobre 2010
Scénario : Pierre Bar - Dessin : Dominique Bar - Couleurs : Géraldine Gilles -  (ISBN 978-2-84378-403-3)
- Jehanne d'Arc, gagner la paix, scénario de Brunor, dessins de Dominique Bar, Mame-Edifa, 2008  (ISBN 978-2-916350-36-3)
- Jérôme Lejeune, serviteur de la vie, scénario de Gaëtan Evrard, Éditions du Triomphe, 2018  (ISBN 978-2-8437-8601-3)
- Lumière dans la nuit - Beauraing, scénario et dessins de Dominique Bar, Coccinelle BD, 2002  (ISBN 2-930273-21-6)
- Martin - Partager la vérité, scénario de Brunor, dessins de Dominique Bar, Mame-Edifa, coll. « À ciel ouvert », 2009  (ISBN 978-2-916350-60-8)
- Nicolas Barré - Contre vents et marées, Éditions du Triomphe, Paris, septembre 2012
Scénario : Guy Lehideux - Dessin : Dominique Bar - Couleurs : Géraldine Gilles -  (ISBN 978-2-84378-440-8)
- Paul de Tarse - Le Chemin de Damas, scénario et dessins de Dominique Bar, CLD Éditions, 2006  (ISBN 2-85443-486-2) Prix Gabriel de la BD chrétienne 2006[9],[10]
- Saint Augustin - Si tu savais le don de Dieu…, scénario et dessins de Dominique Bar, Éditions du Triomphe, coll. « Le Vent de l'Histoire », 2012  (ISBN 978-2-84378-455-2)
- Saint Benoît - Messager de la paix, Éditions du Signe, Strasbourg, septembre 2010
Scénario : Guy Lehideux - Dessin : Dominique Bar - Couleurs : Géraldine Gilles -  (ISBN 978-2-7468-2326-6)
- Saint Yves, Les chemins de la justice[11], Éditions du Triomphe, coll. « Le Vent de l'Histoire », Paris, mai 2019
Scénario : Gaëtan Evrard - Dessin : Dominique Bar, Gaëtan Evrard - Couleurs : Bénédicte Quinet, Géraldine Gilles -  (ISBN 978-2-84378-613-6)
- Théophane Vénard - Dans les griffes du tigre[12], scénario de Brunor, dessins de Dominique Bar, CLD Éditions, 2007  (ISBN 978-2-85443-509-2)

### En revue et journaux

#### DansTintin reporter
- Les Aventures de Christian Persil[2], récit complet de 2 planches dans Tintin reporter no 29 en 1989
- Les Aventures de Christian Persil[2], récit complet de 4 planches réalisé avec Jean-Louis Humblet dans Tintin reporter no 34 en 1989.

## Prix et distinctions
- 2006 : prix Gabriel de la BD chrétienne pour Paul de Tarse - Le Chemin de Damas[15],[9],[10] ;
- 2008 : prix Gabriel de la BD chrétienne pour Bernadette, affaire non classée, avec Brunor[8],[15] ;
- 2012 :  prix Gabriel de la BD chrétienne pour Une Vie donnée à Dieu et aux hommes - Les Moines de Tibhirine-Fès-Midelt, avec Gaëtan Evrard[13],[15] ;
- 2015 : prix Gabriel de la BD chrétienne pour Avec Jean-Paul II. 1. Karol Wojtyla, de Cracovie à Rome avec Louis-Bernard Koch et Guy Lehideux[15] ;
- 2017 :  premier prix de la BD chrétienne au Festival de Solliès-Ville pour Fatima - Le Jour où le soleil dansa avec Gaëtan Evrard[16].

#### Livres
- Jacques Fiérain, « Bar, Dominique », dans La BD dans les provinces de Liège, Namur et Luxembourg, Charleroi, Éd. l'Âge d'or, 2004, 112 p., ill. ; 31 cm (ISBN 9782960019698, OCLC 470388297, présentation en ligne), p. 6. .

#### Sources secondaires
- Dominique Bar, site Booknode.

### Podcasts
- Émission numéro 16 Dominique Bar émission Eclectrique présentée par Romain Pierre Giergen, sur 48FM via Mixcloud, 2016, (1 h 28 min 40 s).